# Євсевій Кесарійський
Євсе́вій Кесарі́йський або Євсе́вій Памфі́л ([juːˈsiːbiəs]; гр. Εὐσέβιος Eusebios; лат. Eusebius Pamphili 263 — 339) — архієпископ Кесарії (столиці римської провінції Юдея), зарахований до Отців Церкви та вважається «батьком церковної історії» за свій твір «Церковна історія» (325).

## Біографія та ідеї
Євсевій народився в Палестині; здобув освіту в училищах Єрусалима и Антіохії, приділив особливу увагу вивченню доробку Платона, Філона і Оригена (вплив останнього відбився на всій науково-літературній діяльності Євсевія). Давні автори, що писали про Євсевія, називали його «Євсевієм Памфіловичем» (дав.-гр. Εὐσέβιος ὁ Παμφíλου, лат. Eusebius Pamphili). Вважається, що це друге ім'я Євсевій отримав через свою близькість до пресвітера Памфіла.
Беручи участь в управлінні кесарійським училищем, Євсевію під час гонінь доби імператора Діоклетіана вдлаось не тільки зберегти кесарійську бібліотеку, а й збагатити її новими колекціями рукописів, придбаними протягом вимушеного залишення Кесарії і мандрівок Сирією, Єгиптом і Фіваїдою. Хоча чимало що не вціліло, про дещо можна дізнатися з творів самого Євсевія. Імператор Константин Великий шанував Євсевія, а той, зі свого боку, написав правителю два панегірика (на 20-ліття і 30-ліття його царювання).
З твору Євсевія «Про церковне богослов'я» можна виснувати, що він радше ухилявся від вирішення питання про природу Христа як недоречного і такого, що не підлягає остаточному вирішенню, ніж був прибічником якогось одного, чітко сформульованого вчення. Можна припустити, що Євсевій був близький до аріанства.
На Першому Нікейському соборі, першому вселенському соборі, в 325 році Євсевій Кесарійський, як найавторитетніший серед зібрання ієрархів, відіграв видатну роль — йому було довірено скласти символ віри від Собору. У своєму проекті Євсевій ухилився від категоричного вирішення питань віри, лишивши загальні судження, які, таким чином, не відкидали однозначно аріанських міркувань.
У 330 році він обстоював видалення з кафедри першого за часом борця з аріанами Євстафія Антіохійського, а в 336 році добивався повернення із заслання Арія і визволення із ув'язнення іншого поборника православ'я — св. Афанасія Александрійського.

### Про владу
|                         | Відомо, що істинним царем, за всією справедливістю, варто називати того, хто прикрасив свою душу царськими чеснотами, за зразком найвищого царства; і навпаки: той, хто зрікся їх, відкинувши Всецаря, не визнав небесного Отця душ і не віддав належної Цареві пошани, але прийняв у душу неподобство і мерзенність, царську смиренність замінив дратівливістю дикого звіра, щедролюбиву налаштованість невиліковною отрутою злоби, розсудливість безумством... хто віддався усьому цьому, той, хоч би й возвисився тиранічною владою, не може навіть найменуватися царем. Та і як йому нести небесний образ монаршого права, коли він наніс на свою душу численні образи демонів? Який із нього начальник і володар над усіма, коли він на самого себе привернув незліченну кількість жорстоких деспотів, коли він раб огидної пристрасті... Отож, за свідченням істини, нехай у нас буде проголошений один цар — друг Всецаря Бога |
| — Євсевій Кесарійський, | |

## Твори

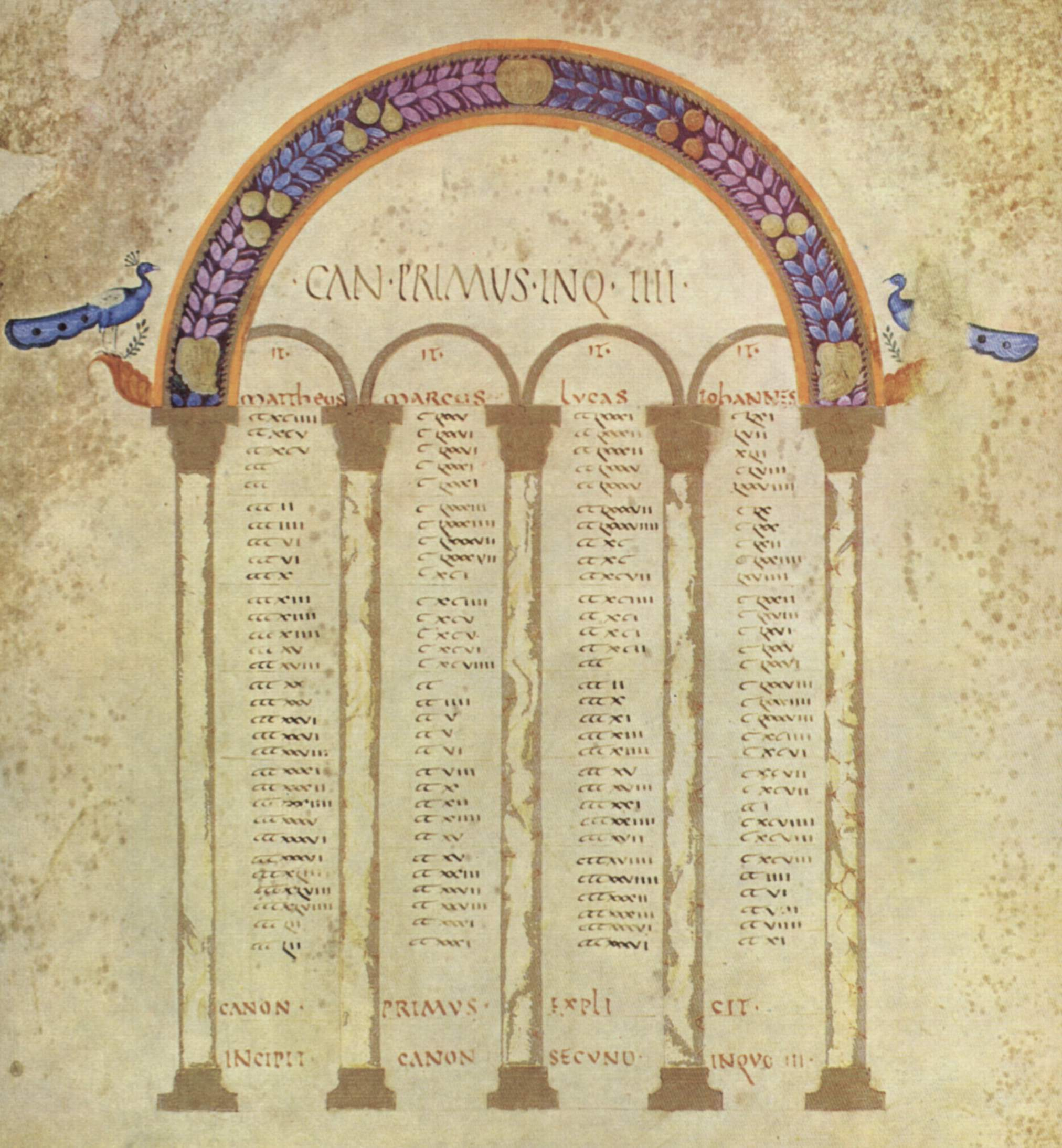
Таблиця канонів Євсевія

Свої твори Євсевій писав грецькою — вони збереглись переважно в перекладах і тлумаченнях (найдавнішим із тлумачів вважається Руфін Аквілейський).
Серед головних творів Євсевія Кесарійського:
- «Церковна історія» — розповідає про події від початку християнства до 324 року. При її написанні Євсевій Памфіл користувався не тільки всіма головними тогочасними церковними бібліотеками, але й державними архівами. За оцінкою Баура, Євсевій у цьому творі для християнської церковної історії є тим же, чим для історії загальної був Геродот.
- «Хроніка» — викладення загальної історії від сотворення світу і до 20-го року царювання римського імператора Констянтина. Тривалий час була відомою лише в перекладі невеликої частини монахом Єронімом латиною, однак у 1792 році віднайдено її вірменський переклад.
- «Приготування до Євангелія[en]» і «Докази на користь Євангелія» (грец. προπαρασκευή εύαγγελική: вперше видано у 1628 році) — містить відкидання язичництва, як вченого, так і вульгарного; висловлюється думка про існування в дохристові часи християнства у формі юдейської релігії і т. зв. природного одкровення.

Євсевій Кесарійський може бути автором «Фінікійської історії», яку приписують перу напівлегендарного Санхуніатона.

## Твори і посилання
- «Церковна історія» (325) [Архівовано 5 травня 2012 у Wayback Machine.] (рос.)
- Передмова С. А. Єршова до «Церковної історії» (рос.)